# Geschützter Landschaftsbestandteil Teich südwestlich Gut Forst
Der Geschützte Landschaftsbestandteil Teich südwestlich Gut Forst mit 0,55 ha Flächengröße liegt im Stadtgebiet von Marsberg südwestlich von Heddinghausen bzw. südwestlich von Gut Forst im Hochsauerlandkreis. Das Gebiet wurde 2008 mit dem Landschaftsplan Marsberg durch den Kreistag des Hochsauerlandkreises als Geschützter Landschaftsbestandteil (LB) ausgewiesen. Das LB ist umgeben vom Landschaftsschutzgebiet Rotes Land.

## Beschreibung
Der Landschaftsplan führt zum LB aus: „Das Schutzobjekt erfasst den unteren von drei künstlichen Teichen, die hintereinander geschaltet im südexponierten Übergang zwischen Wald und Offenland nahe der Plangebiets- und Landesgrenze liegen. Er ist naturnah ausgebildet und wird von einem weiteren Zulauf gespeist, der das Waldgebiet im Norden entwässert. Wertbestimmend sind seine Schwimmblatt- und Röhrichtzonen sowie die in jeder Hinsicht „randliche Lage“, die ihn zu einem Brutbiotop für Amphibien und Insekten (insbesondere Libellen) prädestiniert. Allerdings erscheint er stark gefährdet durch massive Riesenbärenklau-Bestände an den beiden oberhalb liegenden Teichen, die sich auch bereits in die angrenzenden Wald- und Grünlandflächen ausgedehnt haben. Der Ablauf dieser Teichkette speist das Schwalgloch, dass als Naturdenkmal Bachschwinde bei Gut Forst ausgewiesen wurde.“ Dieses Naturdenkmal liegt etwa 500 östlich des LB.

## Schutzzweck
Die Ausweisung als LB erfolgte:
- Zur Erhaltung, Entwicklung oder Wiederherstellung der Leistungs- und Funktionsfähigkeit des Naturhaushaltes
- Zur Belebung, Gliederung oder Pflege des Orts- und Landschaftsbildes
- Zur Abwehr schädlicher Einwirkungen

Das LB stellt, wie die anderen LBs im Landschaftsplangebiet, einen herausragenden Lebensraum für die ökologischen Leistungsfähigkeit des Naturhaushaltes dar. Dient ferner als landschaftsgliederndes und -belebendes Element. Die Ausweisung dient der Abwehr realer oder potenzieller schädlicher Einwirkungen durch Pflanzenentnahme, Relief- oder Gewässerveränderungen usw.